# 拓跋頽
拓跋頽（?—?），追尊魏昭帝拓跋祿官后裔，北魏宗室、官员。

## 生平
拓跋頽跟隨魏道武帝拓跋珪平定中原，获賜爵位望都侯。延和三年二月（西元434年2月24日～434年3月25日），魏太武帝拓跋燾遣使柔然，要納可汗吳提的妹妹為夫人（後來進為左昭儀），而拓跋頹儀表容貌美好，進退有節，太武帝就派他到柔然迎接吳提的妹妹，拓跋颓進爵為望都公。之后去世。

## 延伸阅读
[在维基数据编辑]
 《魏書·卷14》，出自魏收《魏书》